# تانیا هیبرلی
تانیا هیبرلی (آلمانی: Tanja Hüberli؛ زادهٔ ۲۷ اوت ۱۹۹۲) بازیکن زن والیبال ساحلی اهل سوئیس است.
وی در مسابقات کشوری و بین‌المللی در مجموع برندهٔ ۲ مدال طلا، ۳ مدال نقره، ۱ مدال برنز شده است.